# World Conference on Women, 1980
World Conference on Women, 1980 var en internationell konferens som ägde rum i Köpenhamn i Danmark i juli 1980. Konferensen var den andra internationella konferens som arrangerades av FN med det exklusiva syftet att diskutera kvinnors rättigheter. Den företräddes av World Conference on Women, 1975 och efterträddes av World Conference on Women, 1985.